# RHIDE
RHIDE (аббревиатура от Robert's Hierarchical Integrated Development Environment) — свободная интегрированная среда разработки (IDE) для операционных систем DOS и Linux, предназначенная для работы с компилятором DJGPP. RHIDE была разработана Робертом Хёне (Robert Hoehne) в 1990-х годах и по своему интерфейсу и функциональности напоминает среды разработки от Borland, такие как Turbo C++ 3.1.

## Возможности
- Поддержка языков программирования C, C++ и Pascal;
- Интеграция с компиляторами, прежде всего с GCC, входящим в состав DJGPP;
- Встроенный отладчик;
- Подсветка синтаксиса;
- Гибкая настройка внешнего вида и параметров компиляции;
- Интерфейс в стиле Turbo Vision.

## Архитектура
RHIDE использует в качестве текстового редактора компонент SETEDIT, являющийся свободным и кроссплатформенным аналогом редакторов, используемых в продуктах Borland. Программа работает в текстовом режиме и использует интерфейс, построенный с помощью библиотеки Turbo Vision.

## Статус
Проект не обновлялся с начала 2000-х годов, однако до сих пор используется энтузиастами и разработчиками, работающими в среде DOS или с DJGPP.